# آلوالاد (لیبسون)
آلوالاد (به پرتغالی: Alvalade) یک پریش در پرتغال است که در لیسبون واقع شده‌است.

## خصوصیات
آلوالاد ۹٬۶۲۰ نفر جمعیت دارد.